# Атанас Кизов
Атанас Кизов с псевдоним Гиза е гръцки партизанин и деец на Народоосвободителния фронт.

## Биография
Роден е в леринското село Неред през 1914 година. Между 1940 и 1941 участва в Итало-гръцката война. По-късно става командир на дванадесета чета на Демократичната армия на Гърция. Умира в сражение за превземане на град Гревена.